# Disonycha leptolineata
Disonycha leptolineata är en skalbaggsart som beskrevs av Willis Blatchley 1917. Disonycha leptolineata ingår i släktet Disonycha och familjen bladbaggar. Inga underarter finns listade i Catalogue of Life.